# Darklands
Darklands är det andra albumet av den skotska gruppen The Jesus and Mary Chain. Till skillnad från på föregångaren Psychocandy använde man på detta album trummaskiner. Detta skedde eftersom trummisen Bobby Gillespie hade lämnat bandet för att bli frontman i Primal Scream.
Albumet blev femma på UK Albums Chart.

## Låtlista
Samtliga låtar skrivna av William och Jim Reid.
1. "Darklands" - 5:28
2. "Deep One Perfect Morning" - 2:44
3. "Happy When It Rains" - 3:37
4. "Down on Me" - 2:36
5. "Nine Million Rainy Days" - 4:30
6. "April Skies" - 4:01
7. "Fall" - 2:29
8. "Cherry Came Too" - 3:06
9. "On the Wall" - 5:05
10. "About You" - 2:33